# Bisbat de Molfetta-Ruvo-Giovinazzo-Terlizzi

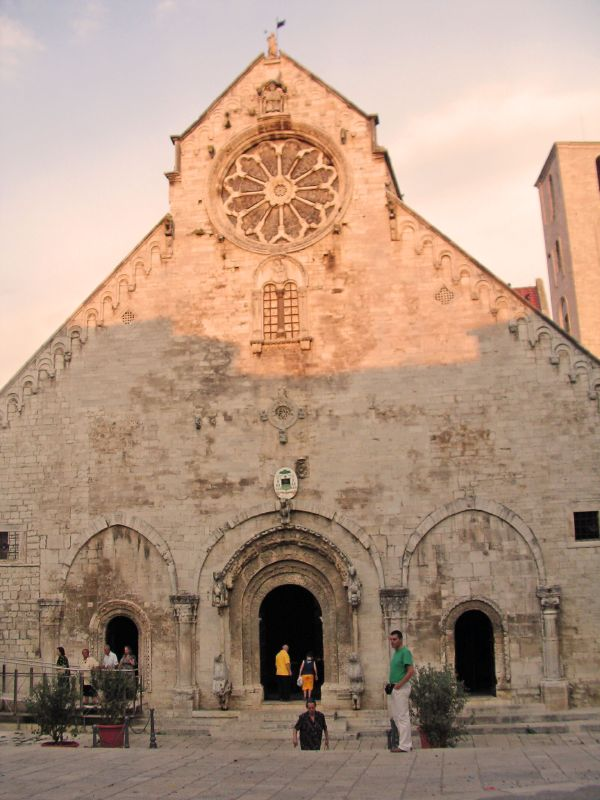
La catedral de Santa Maria Assunta a Ruvo di Puglia

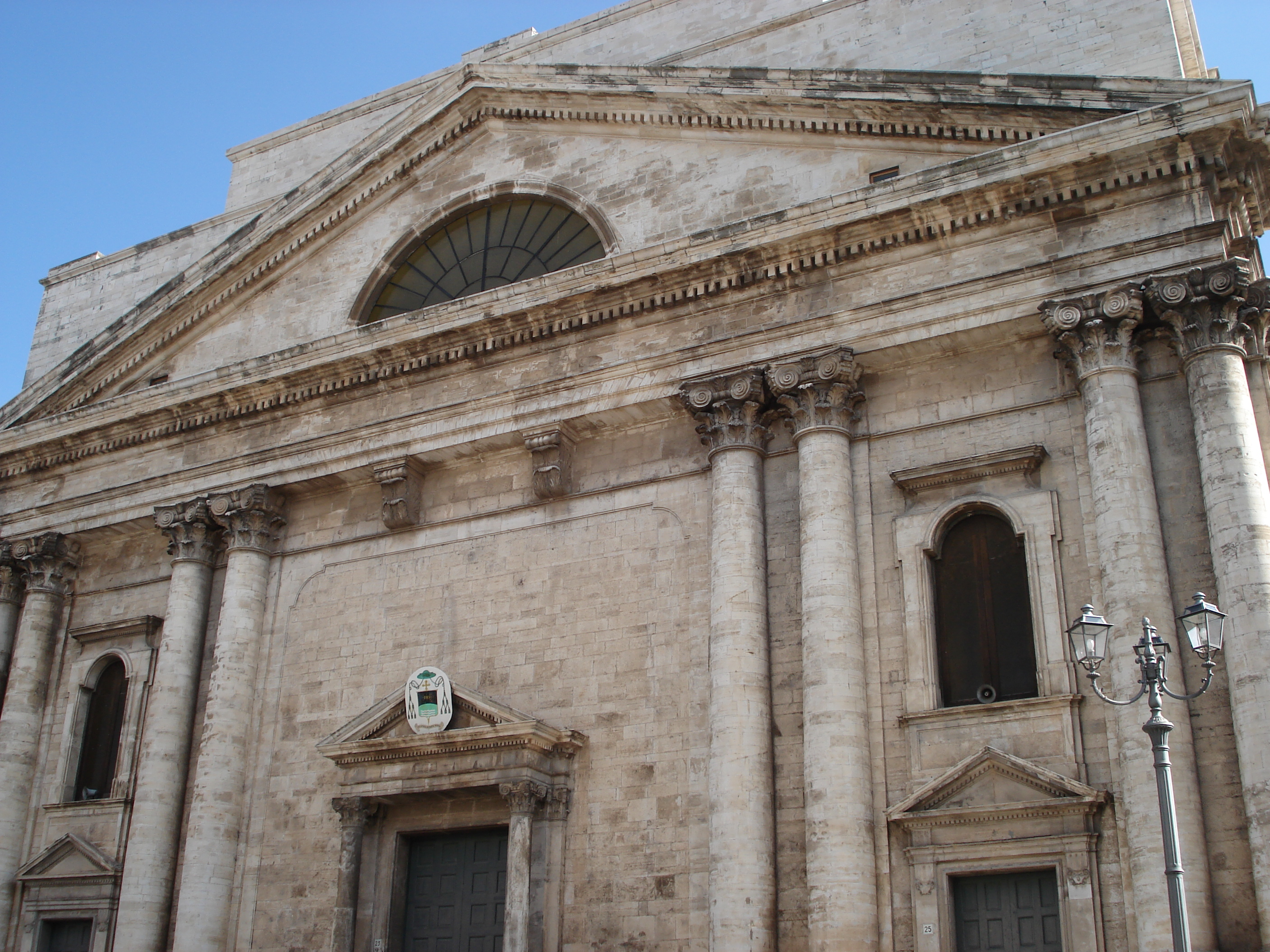
La catedral de San Michele arcangelo a Terlizzi

El bisbat de Molfetta-Ruvo-Giovinazzo-Terlizzi (italià: diocesi di Molfetta-Ruvo-Giovinazzo-Terlizzi; llatí: Dioecesis Melphictensis-Rubensis-Iuvenacensis-Terlitiensis) és una seu de l'Església catòlica, sufragània de l'arquebisbat de Bari-Bitonto, que pertany a la regió eclesiàstica Pulla. El 2013 tenia 132.513 batejats d'un total de 133.530 habitants. Actualment està regida pel bisbe Luigi Martella.

## Territori
La diòcesi comprèn les ciutats de Molfetta, Ruvo, Giovinazzo i Terlizzi.
La seu episcopal es troba a la ciutat de Molfetta, on està la catedral de Santa Maria Assunta. També estan dedicades a Santa Maria Assunta les cocatedrals de Ruvo i de Giovinazzo, mentre que la de catedral di Terlizzi està dedicada a Sant Miquel Arcàngel.
El territori està dividit en 36 parròquies.

## Història

### Ruvo
La tradició atribueix a Sant Pere la fundació de la comunitat cristiana de Ruvo i la consagració del seu primer bisbe, Anaclet, que més tard va ascendir a la seu de Roma com el tercer Papa. Altres bisbes, la historicitat dels quals és molt incerta, però, haurien ocupat la seu fins al 493.
Alguns autors suggereixen la creació de la diòcesi entre els segles vi i vii, en relació amb les proves relatives a una església anomenada San Giovanni Rotondo situada al sud del llogaret.
La sèrie episcopal històricament certa comença amb Reinaldo, citat el 969, i Gioacchino consagrat el 1009: aquest darrer regí la diòcesi durant 40 anys. Des del segle x Ruvo era sufragània de l'arxidiòcesi de Trani; amb una butlla de Joan XIX de 1025, confirmada pels Papes posteriors, va esdevenir sufragània de Bari.
Al voltant de 1079, durant l'episcopat de Guiberto, es va construir la primera catedral, destruïda vers el 1133. La catedral actual data de finals del segle xii, iniciada pel bisbe Daniele.
El 27 de juny de 1818 amb la butlla De utiliori del Papa Pius VII la diòcesi de Ruvo es va unir aeque principaliter a la de Bitonto.
El 30 de setembre de 1982, el bisbe Antonio Bello, ja bisbe de Molfetta, Giovinazzo i Terlizzi, també va ser nomenat bisbe de Ruvo: d'aquesta manera la seu de Ruvo es va escindir de Bitonto i unida in persona episcopi a les seus de Molfetta Giovinazzo i Terlizzi.

### Giovinazzo e Terlizzi
Els orígens de l'Església de Giovinazzo són incerts. El primer bisbe conegut és Giovanni, citat el 1071. En el passat es va atribuir a aquesta seu un tal bisbe Pandone citat el 952, avui considerat un simple sacerdot. No obstant això, aquesta indicació no exclou que en el segle x Giovinazzo va ser rebre la dignitat episcopal.
La catedral es remunta a l'època normanda, entre 1150 i 1180, i consagrada el 1283, en temps del bisbe Giovanni II. Durant l'episcopat de Paolo De Mercurio va ser reconstruïda totalment en l'estil barroc.
El 26 de novembre de 1749 va ser erigida la diòcesi de Terlizzi amb la butlla Unigenitus Dei Filius del papa Benet XIV amb territori desmembrat de la diòcesi de Giovinazzo, alhora que quedaven unides aeque principaliter. Les dues diòcesis eren sufragànies de l'arxidiòcesi de Bari i s'inclouen només les dues ciutats, seus de les úniques parròquies diocesanes.
El 27 de juny de 1818 amb la butlla De utiliori, el Papa Pius VII va ordenar la supressió de les diòcesis de Giovinazzo i Terlizzi; i els seus territoris van ser annexats a la de la diòcesi de Molfetta.
A instàncies del rei Ferran II de les Dues Sicílies, el 9 de desembre de 1835 el Papa Gregori XVI amb la butlla Aeterni Patris disposà el restabliment de les diòcesis de Giovinazzo i Terlizzi, unides ambdues aeque principaliter a la seu de Molfetta i fent-les immediatament subjectes a la Santa Seu.

### Molfetta
La primera notícia de la diòcesi de Molfetta apareix al segle xi; en aquells moments era sufragània de l'arxidiòcesi de Bari-Canosa.
L'1 de desembre de 1488, el Papa Innocenci VIII, que havia estat bisbe de Molfetta des de 1472 a 1484, va concedir a la seva antiga diòcesi el privilegi d'estar immediatament subjecta a la Seu Apostòlica.
El 1571 el bisbe Maggiorano Maggiorani instituí a Molfetta un primer i rudimentari seminari diocesà. Els límits de la iniciativa es van deure principalment a problemes financers. L'erecció canònica d'un seminari integral va arribar el 1714 durant l'episcopat de Fabrizio Salern, però va ser aprovat per la Congregació del Concili només en 1725, i la propietat de les instal·lacions del seminari es va dur a terme en 1726. En 1785 el seminari troba la seu definitiva a l'antic col·legi dels jesuïtes.
El 5 de febrer de 1799 va esclatar la revolució a Molfetta amb la predicació d'un sacerdot republicà, que va ser assassinat pel poble commocionat. Més tard, hordes d'esvalotadors van profanar l'església de San Domenico i assassinaren els pares Francesco Saverio Tarallo, Manieri i Domenico Nardelli.
El 1818 la diòcesi de Molfetta es va annexionar el territori de les diòcesis suprimides de Giovinazzo i Terlizzi. No obstant això, el 1835 es van restaurar les dues seus antigues i van ser unides aeque principaliter a Molfetta.
El 7 de novembre de 1926 es va inaugurar a Molfetta el Pontifici Seminari Regional, traslladat des de Lecce.
El 20 d'octubre de 1980 el Papa Joan Pau II amb la butlla Qui Beatissimo Petro va ordenar que les diòcesis de Molfetta, Giovinazzo i Terlizzi fossin de nou sufragànies de l'arxidiòcesi de Bari.

### Molfetta-Ruvo-Giovinazzo-Terlizzi
El 4 de setembre de 1982 Antonio Bello va ser nomenat bisbe de les seus de Molfetta, Giovinazzo i Terlizzi i, al mateix temps, també de la diòcesi de Ruvo, unida així in persona episcopi a les tres diòcesis anteriors.
El 30 de setembre de 1986 amb el decret Instantibus votis de la Congregació per als Bisbes les quatre seus de Molfetta, Ruvo, Giovinazzo i Terlizzi es van unir amb la fórmula plena unione i la nova circumscripció eclesiàstica va assumir el seu nom actual.

## Cronologia episcopal

### Bisbes de Molfetta
- Giovanni I † (1071 - 1098)
- Giovanni II † (1134 - ?)
- Giovanni III † (1161 - 1179)
- Ruggiero † (1185 - 1207)
- Acciarino † (1205 - 1217)
- Risando † (1223 - 5 d'agost de 1271 mort)
- Riccardo † (1271 - 1285)

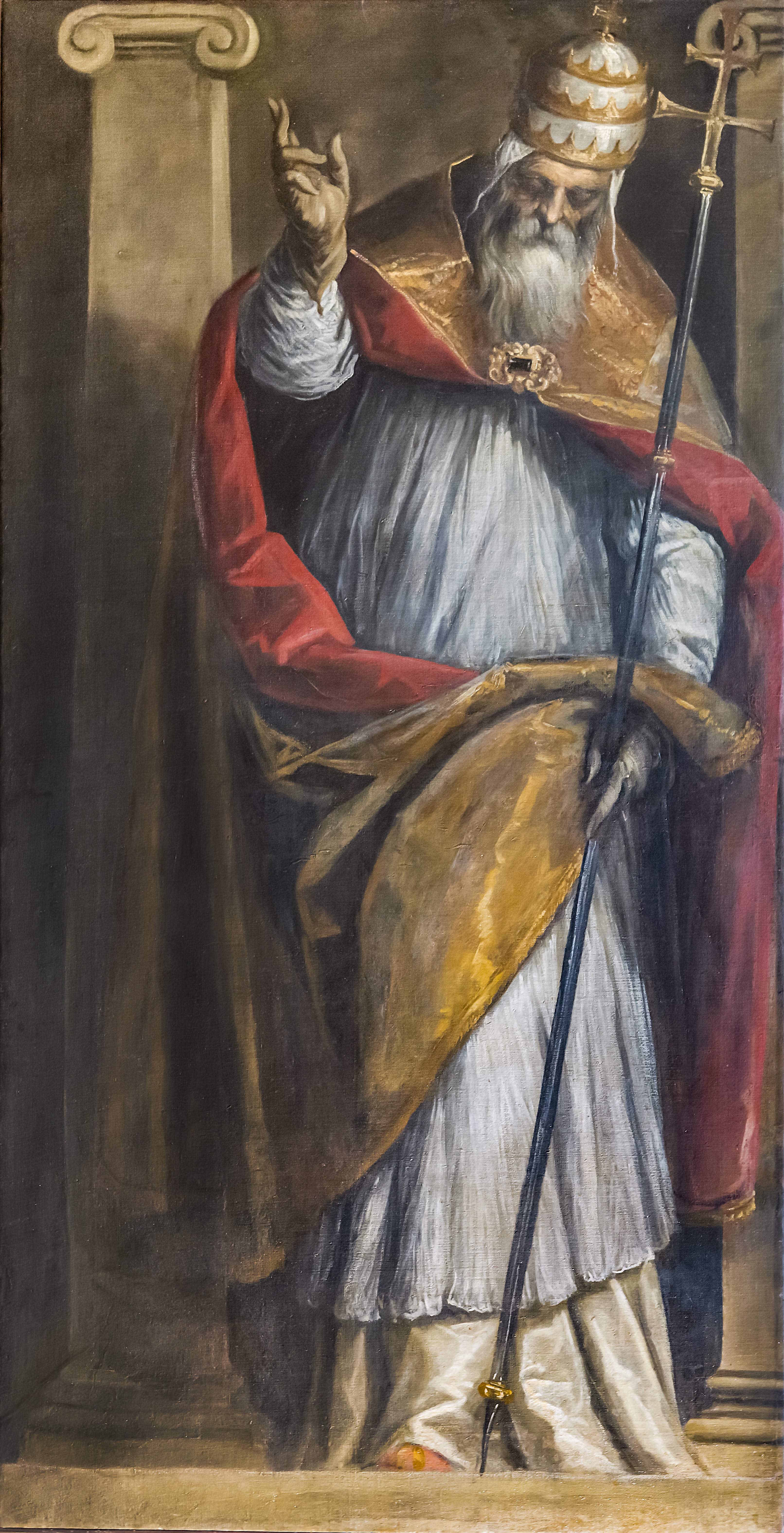
El Papa Anaclet, primer bisbe de Ruvo

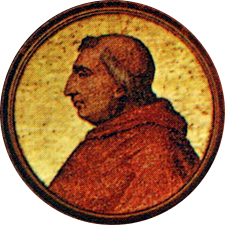
El papa Innocenci VIII, nat Giovanni Battista Cybo, bisbe de Molfetta (1472 - 1484)

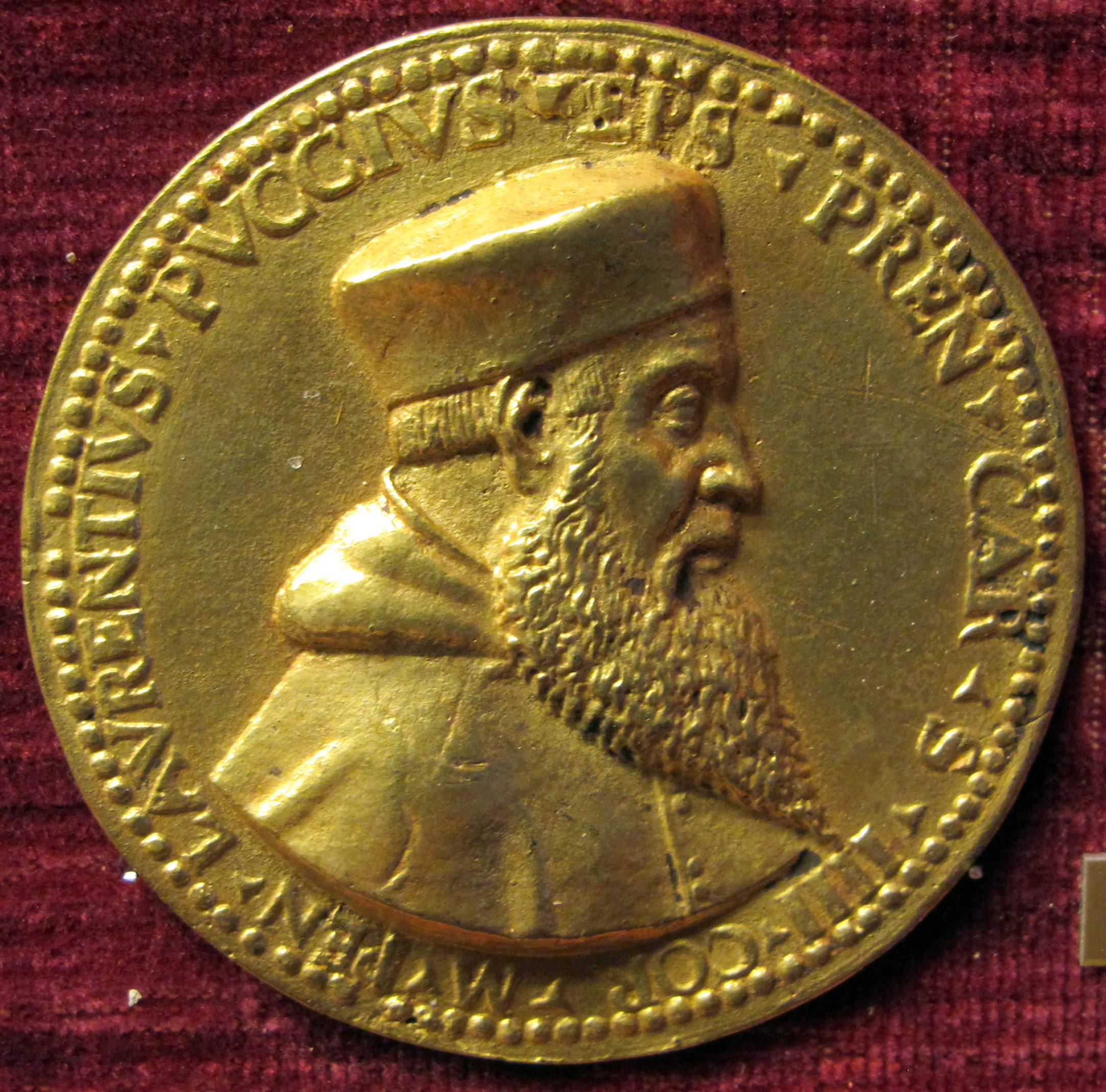
Lorenzo Pucci, administrador apostòlic de Giovinazzo (1 d'abril de 1517 - 21 d'agost de 1517)

- Angelo da Saraceno † (vers 1286 - 1290)
  - Ruggero di Narenta † (vers 1289 - 7 de novembre de 1290 renuncià) (administrador apostòlic)
  - Giacomo I † (1293 - ? mort) (bisbe electe)
- Paolo, O.F.M. † (9 de desembre de 1295 - 1310)
- Giacomo II † (1312 - 1335)
- Giacomo III † (1336 - 1343)
- Leone † (1344 - 1362 mort)
- Nicolò Albus † (8 de gener de 1375 - 1384 deposat)
- Simone Lopa † (6 d'octubre de 1386 - 26 de març de 1401 nomenat bisbe de Pozzuoli)
- Giovanni Brancia † (11 d'abril de 1401 - 7 d'agost de 1412 mort)
- Paolo di Giovinazzo † (vers 1412 - ?)
- Pietro Picci o Pizzo † (18 de juliol de 1421 - 1427 mort)
- Gentile Del Monte † (28 de febrer de 1427 - 1432 mort)
- Andrea Della Rocca † (16 de novembre de 1433 - 1472 mort)
- Leonardo Palmieri † (23 de juliol de 1472 - 1472 mort)
- Giovanni Battista Cybo † (16 de setembre de 1472 - 29 d'agost de 1484 elegit papa amb el nom d'Innocenci VIII)
- Angelo de Lacertis † (17 d'octubre de 1484 - 1508 mort)
- Alessio Celadoni di Celadonia † (7 de juny de 1508 - 1517 mort)
- Ferdinando Ponzetti † (20 d'abril de 1517 - 12 de juliol de 1518 renuncià)
- Giacomo Ponzetti † (12 de juliol de 1518 - 1553 renuncià)
- Nicola Maiorani† (15 de desembre de 1553 - 13 de març de 1566 renuncià)
- Maiorano Maiorani † (13 de març de 1566 - 31 de juliol de 1597 mort)
- Offredo Degli Offredi † (18 de maig de 1598 - 13 de juny de 1606 mort)
- Giovanni Antonio Bovio, O.C.D. † (29 de gener de 1607 - 12 d'agost de 1622 mort)
- Giacinto Petronio, O.P. † (5 de setembre de 1622 - 6 de setembre de 1647 mort)
- Giovanni Tommaso Pinelli, C.R. † (18 de maig de 1648 - 29 de març de 1666 nomenat bisbe d'Albenga)
- Francesco de' Marini † (29 de març de 1666 - 6 d'octubre de 1670 renuncià)
- Carlo Loffredo, C.R. † (6 d'octubre de 1670 - 26 de novembre de 1691 nomenat arquebisbe de Bari)
- Pietro Vecchia, O.S.B. † (19 de desembre de 1691 - juliol de 1695 mort)
  - Domenico Belisario de Bellis † (23 de febrer de 1696 - 17 de gener de 1701 mort) (administrador apostòlic)
- Giovanni degli Effetti † (18 de juliol de 1701 - 1712 mort)
- Fabrizio Antonio Salerno † (17 de setembre de 1714 - 14 d'abril de 1754 mort)
- Celestino Orlandi, O.S.B.Cel. † (16 de setembre de 1754 - 8 de juliol de 1775 mort)
- Gennaro Antonucci † (13 de novembre de 1775 - 21 de març de 1804 mort)
  - Sede vacante (1804-1818)
- Domenico Antonio Cimaglia † (2 d'octubre de 1818 - de juliol de 1819 mort)
- Filippo Giudice Caracciolo, C.O. † (21 de febrer de 1820 - 15 d'abril de 1833 nomenat arquebisbe de Nàpols)
  - Sede vacante (1833-1837)

### Bisbes de Giovinazzo
- Giovanni I † (inicis de 1071 - finals de 1075)
- Pietro † (1096 - ?)
- Bernerio † (citat el 1113)
- Orso I † (citat el 1124)
- Berto † (inicis de 1172 - 1178 mort)
- Pietro † (inicis de 1184 - finals de 1191)
- Maldisio † (? - 1200)
- Orso II † (? - 1218 mort)
- Pelmerio o Pietro † (19 de juny de 1226 - finals de 1246)
- Leonardo da Sermoneta, O.Cist. † (20 de febrer de 1253 - ?)
- Salvio † (1275 - ?)
- Giovanni II, O.F.M. † (1278 - de juny de 1304 mort)
- Giovanni III, O.F.M. † (1304 - 8 de gener de 1321 mort)
- Guglielmo Alveniacci, O.F.M. † (inicis de 1329 - vers 1332 mort)
- Giacomo Morola (o Moroni) † (29 de març de 1333 - ?)
- Giovanni IV † (1342 - ?)
- Giacomo Carrubba † (1343 - 1350 mort)
- Raimondo, O.E.S.A. † (1 de desembre de 1350 - ?)
- Bernardo ? † (citat el 1365)
- Antonio Cipolloni, O.P. † (vers 1380 - 1384 nomenat bisbe de Fiesole)
- Nicola † (21 de maig de 1386 - 1390 mort)
- Rolandino Malatacchi, O.E.S.A. † (22 de maig de 1390 - ?)
- Grimaldo de Turcolis † (14 d'octubre de 1395 - ?)
- Sisto Coleta, O.F.M. † (1399 - 1414 mort)
- Pietro da Orvieto † (13 de juliol de 1433 - ?)
- Antonio, O.F.M. † (1443 - ?)
  - Antonio de la Cerda i Lloscos, O.SS.T. † (6 de juny de 1455 - 1457 o 1458) (administrador apostòlic)
- Ettore Galgano † (27 de febrer de 1458 - 1462 mort)
- Marino Morola (o Moroni) † (1 d'octubre de 1462 - 5 de juny de 1472 nomenat bisbe de Sant'Agata de' Goti)
- Pietro Antici Mattei † (5 de juny de 1472 - vers 1496 mort)
- Giustino Planca † (9 de desembre de 1496 - vers 1517 renuncià)
  - Lorenzo Pucci † (1 d'abril de 1517 - 21 d'agost de 1517) (administrador apostòlic)
- Marcello Planca † (21 d'agost de 1517 - 1528 mort)
- Ludovico Furconio † (4 de desembre de 1528 - 1549 renuncià)
- Juan Antolínez Brecianos de la Rivera † (25 d'octubre de 1549 - 1574 renuncià)
- Sebastiano Barnaba † (25 de juny de 1574 - 17 d'agost de 1579 nomenat bisbe de Potenza)
- Luciano de Rubeis † (20 d'octubre de 1581 - 23 de gener de 1589 nomenat bisbe de Mazara del Vallo)
- Giovanni Antonio Viperani † (17 de maig de 1589 - març de 1610 mort)
- Gregorio Santacroce, O.S.B. † (març de 1610 - 1610 mort)
- Giglio Masi † (1611 - 19 de juliol de 1627 nomenat bisbe de Monopoli)
  - Sede vacante (1627-1637)
- Carlo Maranta † (7 de setembre de 1637 - 24 de setembre de 1657 nomenat bisbe de Tropea)
- Michelangelo Vaginari, O.F.M. † (9 de juny de 1659 - 1667 mort)
- Agnello Alferi, O.F.M. † (18 de març de 1671 - agost de 1692 mort)
- Giacinto Gaetano Chiurlia, O.P. † (10 de juliol de 1693 - 23 de març de 1730 mort)
- Paolo De Mercurio † (18 de juny de 1731 - 2 de febrer de 1752 mort)

### Bisbes de Giovinazzo i Terlizzi
- Giuseppe Orlandi, O.S.B.Cel. † (24 d'abril de 1752 - 25 d'abril de 1776 mort)
- Michele Continisi † (16 de desembre de 1776 - de maig de 1810 mort)
  - Sedi vacanti (1810-1818)
- Domenico Antonio Cimaglia † (25 de maig de 1818 - 2 d'octubre de 1818 nomenat bisbe de Molfetta)
  - Seu suprimida (1818-1835)

### Bisbes de Molfetta, Giovinazzo i Terlizzi
- Giovanni Costantini † (19 de maig de 1837 - 19 de gener de 1852 mort)
- Nicola Guida † (27 de setembre de 1852 - 6 de desembre de 1862 mort)
  - Sede vacante (1862-1867)
- Gaetano Rossini † (27 de març de 1867 - 4 de gener de 1890 mort)
- Pasquale Corrado † (4 de gener de 1890 - 6 de desembre de 1894 mort)
- Pasquale Picone † (18 de març de 1895 - 5 de setembre de 1917 mort)
- Giovanni Jacono † (2 de juliol de 1918 - 18 de març de 1921 nomenat bisbe de Caltanissetta)
- Pasquale Gioia, C.R.S. † (30 de setembre de 1921 - 2 d'abril de 1935 mort)
- Achille Salvucci † (17 d'octubre de 1935 - 18 de març de 1978 mort)
- Aldo Garzia † (18 de març de 1978 - 15 de juny de 1982 renuncià)
- Antonio Bello † (4 de setembre de 1982 - 30 de setembre de 1986 nomenat bisbe de Molfetta-Ruvo-Giovinazzo-Terlizzi)

### Bisbes de Ruvo
- San Anaclet †
- Adriano Germando †
- Giovanni I †
- Brocardo Piellio † (340)
- Epigonio † (430)
- San Procopio † (431)
- San Giovanni II † (493)
- Reinaldo † (969)
- Gioacchino † (1009 - ?)
- Abiatar Barghettini †
- Anonimo † (citat el 1025)
- Guiberto, O.S.B. † (inicis de 1071 - finals de 1082)
- Pietro Gargenti † (citat el 1100)
- Ugo † (citat el 1121)
- Orso † (inicis de 1162 - finals de 1163)
- Daniele † (inicis de 1177 - vers 1184 mort)
- Anonimi † (citat entre el 1205 i el 1226)
- Francesco † (1230 - 1235 renuncià)
- Paolo de Nolles † (1241 - ?)
- Manditto † (10 d'agost de 1258 - 20 de novembre de 1268)
- Rainaldo † (18 d'octubre de 1271 - 3 de juny de 1273)
- Anonimo † (citat el 1277)
- Pietro de Gabrielli † (inicis de 1295 - finals de 1304)
- Nicola de Gabrielli † (citat el 1318)
- Maggiore da Giovinazzo † (1323 - ?)
- Giovanni III † (? - 1327)
- Guglielmo † (1330 - ?)
- Nicola Perrese † (1336 - 1343 mort)
- Giovanni IV † (4 de febrer de 1344 - 1348 mort)
- Stefano, O.F.M. † (26 de gener de 1349 - 1390)
- Antonio † (24 de març de 1390 - 1398 mort)
- Sisto Coletti, O.F.M. † (8 de març de 1399 - 1399 nomenat bisbe de Giovinazzo)
- Domenico Orsi † (1399 - vers 1414 mort)
- Simone da Brindisi, O.F.M. † (26 de gener de 1418 - 7 d'abril de 1431 nomenat bisbe d'Alessano)
- Pietro Rosa † (17 de desembre de 1432 - 1443 mort)
- Cristoforo di San Pietro, O.F.M. † (11 de desembre de 1443 - ?)
- Pietro Santorio † (26 de gener de 1452 - 3 de setembre de 1469 mort)
- Antonio Coletti † (6 d'octubre de 1469 - 1480 mort)
- Antonio Rocca † (10 d'octubre de 1480 - 1486 mort)
- Francesco Spalluccia † (2 d'octubre de 1486 - 1512 mort)
- Giuliano de Mirto † (1512 - 1520 renuncià)
- Giovanni Francesco de Mirto † (19 de març de 1520 - 1578 renuncià)
- Orazio de Mirto † (9 d'abril de 1578 - 1589 deposat)
- Gaspare Pasquali, O.F.M.Conv. † (3 de juliol de 1589 - 31 de maig de 1604 nomenat bisbe de Rieti)
- Giuseppe Saluzzo † (13 de setembre de 1604 - 29 de desembre de 1620 mort)
- Cristoforo Memmolo, C.R. † (29 de març de 1621 - maig de 1646 mort)
- Marco Critalli, C.R. † (19 de novembre de 1646 - 25 de setembre de 1649 mort)
- Ferdinando Apicello † (2 de maig de 1650 - 28 d'agost de 1656 nomenat bisbe de Larino)
- Giovanni Battista Volpi † (16 d'octubre de 1656 - 22 de juny de 1663 mort)
- Gabriele Tontoli † (24 de setembre de 1663 - de novembre de 1665 mort)
- Giuseppe Caro † (11 de gener de 1666 - vers de setembre de 1671 mort)
- Sebastiano D'Alessandro, O.Carm. † (15 de gener de 1672 - 29 de desembre de 1672 mort)
- Domenico Sorrentino † (13 de març de 1673 - 27 d'abril de 1676 nomenat bisbe de Vulturara)
- Domenico Gallesi † (22 de juny de 1676 - 11 d'octubre de 1679 mort)
- Giovanni Domenico Giannoni Alitto † (11 de març de 1680 - 1 de juny de 1698 mort)
- Francesco Morgione † (19 de desembre de 1698 - 18 de maig de 1705 nomenat bisbe de Minori)
- Bartolomeo Gambadoro † (14 de desembre de 1705 - 14 d'agost de 1730 mort)
- Giulio de Turris † (12 de febrer de 1731 - 24 de juny de 1759 mort)
- Pietro Ruggieri † (24 de setembre de 1759 - 30 d'abril de 1807 mort)
  - Sede vacante (1807-1818)
  - Seu unida a Bitonto (1818-1982)
- Antonio Bello † (30 de setembre de 1982 - 30 de setembre de 1986 nomenat bisbe de Molfetta-Ruvo-Giovinazzo-Terlizzi)

### Bisbes de Molfetta-Ruvo-Giovinazzo-Terlizzi
- Antonio Bello † (30 de setembre de 1986 - 20 d'abril de 1993 mort)
- Donato Negro (22 de desembre de 1993 - 29 d'abril de 2000 nomenat arquebisbe d'Otranto)
- Luigi Martella, des del 13 de desembre de 2000

## Estadístiques
A finals del 2013, la diòcesi tenia 132.513 batejats sobre una població de 133.530 persones, equivalent al 99,2% del total.
| any  | població | població | població | sacerdots | sacerdots       | sacerdots       | sacerdots             | diaques | religiosos | religiosos | parroquies |
| ---- | -------- | -------- | -------- | --------- | --------------- | --------------- | --------------------- | ------- | ---------- | ---------- | ---------- |
| any  | batejats | total    | %        | total     | clergat secular | clergat regular | batejats por sacerdot | diaques | homes      | dones      |            |
| 1950 | 89.900   | 90.000   | 99,9     | 105       | 83              | 22              | 856                   |         | 30         | 150        | 15         |
| 1970 | 103.581  | 104.081  | 99,5     | 94        | 69              | 25              | 1.101                 |         | 46         | 213        | 21         |
| 1980 | 110.140  | 110.643  | 99,5     | 82        | 64              | 18              | 1.343                 |         | 21         | 164        | 28         |
| 1990 | 135.908  | 136.828  | 99,3     | 97        | 84              | 13              | 1.401                 | 1       | 16         | 140        | 36         |
| 1999 | 137.105  | 138.269  | 99,2     | 99        | 77              | 22              | 1.384                 | 6       | 25         | 137        | 36         |
| 2000 | 136.604  | 137.774  | 99,2     | 97        | 73              | 24              | 1.408                 | 7       | 27         | 135        | 36         |
| 2001 | 136.240  | 137.405  | 99,2     | 93        | 71              | 22              | 1.464                 | 7       | 25         | 137        | 36         |
| 2002 | 134.912  | 136.082  | 99,1     | 91        | 72              | 19              | 1.482                 | 8       | 20         | 98         | 36         |
| 2003 | 135.208  | 136.383  | 99,1     | 91        | 73              | 18              | 1.485                 | 8       | 19         | 104        | 36         |
| 2004 | 134.734  | 135.905  | 99,1     | 99        | 75              | 24              | 1.360                 | 8       | 25         | 98         | 36         |
| 2013 | 132.513  | 133.530  | 99,2     | 103       | 80              | 23              | 1.286                 | 10      | 23         | 97         | 36         |

### Per Molfetta
- Gaetano Moroni, Dizionario di erudizione storico-ecclesiastica, Venècia 1847, vol. XLVI, pp. 29–33 (italià)
- Vincenzio d'Avino, Cenni storici sulle chiese arcivescovili, vescovili e prelatizie (nullius) del Regno delle Due Sicilie, Napoli 1848, pp. 341–342 (italià)
- Giuseppe Gabrieli, Bibliografia di Puglia, parte II, pp. 309–310 (italià)
- Pius Bonifacius Gams, Series episcoporum Ecclesiae Catholicae, Leipzig 1931, p. 898-899 (llatí)
- Konrad Eubel, Hierarchia Catholica Medii Aevi, vol. 1 Arxivat 2019-07-09 a Wayback Machine., p. 335; vol. 2 Arxivat 2018-10-04 a Wayback Machine., p. 189; vol. 3 Arxivat 2019-03-21 a Wayback Machine., p. 241; vol. 4 Arxivat 2018-10-04 a Wayback Machine., p. 238; vol. 5, p. 265; vol. 6, pp. 285–286 (llatí)

### Per Ruvo
- Vincenzo Pellegrini, Ruvo di Puglia. Cattedrale, CSL Editrice, Terlizzi 2000 (italià)
- Gaetano Moroni, Dizionario di erudizione storico-ecclesiastica, Venècia 1852, vol. LIX, pp. 345–348 (italià)
- Vincenzio d'Avino, Cenni storici sulle chiese arcivescovili, vescovili e prelatizie (nullius) del Regno delle Due Sicilie, Napoli 1848, p. 592 (italià)
- Giuseppe Gabrieli, Bibliografia di Puglia, parte II, pp. 189–190 (italià)
- Salvatore Fenicia, Monografia di Ruvo di Magna Grecia, Napoli 1857, pp. 36–45 (italià)
- Pius Bonifacius Gams, Series episcoporum Ecclesiae Catholicae, Leipzig 1931, pp. 918–919 (llatí)
- Konrad Eubel, Hierarchia Catholica Medii Aevi, vol. 1 Arxivat 2019-07-09 a Wayback Machine., p. 426; vol. 2 Arxivat 2018-10-04 a Wayback Machine., p. 226; vol. 3 Arxivat 2019-03-21 a Wayback Machine., p. 287; vol. 4 Arxivat 2018-10-04 a Wayback Machine., p. 298; vol. 5, pp. 336–337; vol. 6, p. 360 (llatí)

### Per Giovinazzo
- Dades extretes de www.catholic-hierarchy.org a la pàgina Diocese of Giovinazzo (anglès)
- Giuseppe Gabrieli, Bibliografia di Puglia, parte II, p. 293 (italià)
- Vincenzio d'Avino, Cenni storici sulle chiese arcivescovili, vescovili e prelatizie (nullius) del Regno delle Due Sicilie, Napoli 1848, pp. 264–265 (italià)
- Pius Bonifacius Gams, Series episcoporum Ecclesiae Catholicae, Leipzig 1931, p. 883 (llatí)
- Konrad Eubel, Hierarchia Catholica Medii Aevi, vol. 1 Arxivat 2019-07-09 a Wayback Machine., p. 288-289; vol. 2 Arxivat 2018-10-04 a Wayback Machine., pp. 169–170; vol. 3 Arxivat 2019-03-21 a Wayback Machine., pp. 216–217; vol. 4 Arxivat 2018-10-04 a Wayback Machine., p. 212; vol. 5, p. 231; vol. 6, p. 247 (llatí)

### Per Terlizzi
- Butlla Unigenitus Dei Filius, a Bullarii romani continuatio, Tomo III, Parte 1, Prato 1846, pp. 90–102 (llatí)